# Pamfil iz Aleksandrije
Pamfil (1. stoljeće) bio je grčki filolog, koji je pripadao školi Aristarha sa Samotrake. Poznat je kao autor pjesničkog leksikona u 95 tonova, koji je sadržavao sve, pa i najopskurnije, riječi poznate tadašnjem antičkom svijetu. Leksikon je izgubljen, ali je skraćena verzija iz 2. stoljeća poslužila kao temelj leksikonu Hesihija iz Aleksandrije.